# Godło Republiki Serbskiej
Godło Republiki Serbskiej (serb. Амблем Републике Српске) – oficjalny symbol Republiki Serbskiej, ustanowiony 23 kwietnia 2007.

## Historia
W latach 1992–2007 Republika Serbska jako swojego herbu używała zmienionej wersji herbu małego Serbii, gdzie, w przeciwieństwie do obecnej wersji, korona znajdowała się w tarczy, a nie ponad nią. Jednak 31 marca 2006 Sąd Konstytucyjny Bośni i Hercegowiny zdecydował, że jest on niekonstytucyjny ze względu na naruszenie praw pozostałych mniejszości w republice i przestał on obowiązywać rok później.
23 kwietnia 2007 rząd Republiki Serbskiej podjął decyzję o ustanowieniu godła, które miało być symbolem terytorium do czasu ustanowienia herbu zgodnego z konstytucją Bośni i Hercegowiny.
15 lipca 2008 ustanowiono nowy herb, jednak i on 22 grudnia tego samego roku został uznany za niekonstytucyjny, w związku z czym godło pozostało oficjalnym symbolem republiki.

## Wygląd i symbolika
Godło przedstawia na okrągłym polu barwy flagi Republiki Serbskiej, otoczone złotym wieńcem przewiązanym u dołu czerwono-niebiesko-białą wstęgą i zwieńczone złotą koroną, złote litery Р i С (skrót nazwy zapisany cyrylicą), zaś całość otacza napis РЕПУБЛИКА СРПСКА - REPUBLIKA SRPSKA, przedzielony złotą koroną liliową.